# Kristers Gudļevskis
Kristers Gudļevskis (ur. 31 lipca 1992 w Aizkraukle) – łotewski hokeista, reprezentant Łotwy, dwukrotny olimpijczyk.

## Kariera
- HK Ogre (2009)
- Ozolnieki/Juniors (2009–2010)
- Dinamo Ryga (2009–2010)
- HK Rīga (2010–2013)
- HK Juniors Riga (2013)
- Syracuse Crunch (2013–2017)
- Florida Everblades (2013–2014)
- Tampa Bay Lightning (2014, 2015, 2016)
- Bridgeport Sound Tigers (2017–2018)
- Dinamo Ryga (2018–2019)
- Fischtown Pinguins Bremerhaven (2019–2020)
- EC VSV (2020–2021)
- Slovan Bratysława (2021)
- Brynäs IF (2022)
- Modo Hockey (2022–)

Wychowanek klubu LB. W KHL Junior Draft w 2010 został wybrany przez Dinamo Ryga. Od tego roku grał w drużynie juniorskiej klubu w rosyjskiej lidze juniorskiej MHL, ponadto zaliczył też dwa występy w KHL. W drafcie NHL z 2013 został wybrany przez Tampa Bay Lightning i w sierpniu 2013 podpisał kontrakt wstępny z tym klubem. Wtedy wyjechał do USA i od sezonu 2013/2014 występował w zespołach farmerskich w ligach AHL i ECHL. Od 2015 incydentalnie występował w barwach Tampa Bay Lightning. W lipcu 2017 został formalnie zawodnikiem New York Islanders. W sezonie 2017/2018 grał w drużynie Bridgeport Sound Tigers w lidze AHL. W czerwcu 2018 ponownie został zawodnikiem Dinama Ryga. Na początku grudnia 2019 przeszedł do niemieckiego klubu Fischtown Pinguins. W październiku 2020 przeszedł do austriackiego klubu EC VSV. Na początku lutego 2021 przeszedł do Slovana Bratysława. Od stycznia 2021 zawodnik szwedzkiego Brynäs IF. W czerwcu 2022 przeszedł do Modo Hockey.
W barwach juniorskich reprezentacji Łotwy uczestniczył w turniejach mistrzostw świata do lat 18 edycji 2010 (Elita), mistrzostw świata do lat 20 edycji 2011 (Dywizja I), 2012 (Elita). W kadrze seniorskiej uczestniczył w turnieju mistrzostw świata w 2013, 2014, 2018, 2019 oraz zimowych igrzysk olimpijskich 2014, 2022.

## Sukcesy

### Reprezentacyjne
- Awans do mistrzostw świata do lat 20 Elity: 2011

### Indywidualne
- MHL (2010/2011):
  - Mecz Gwiazd MHL
- Mistrzostwa Świata Juniorów w Hokeju na Lodzie 2012/Elita:
  - Jeden z trzech najlepszych zawodników reprezentacji na turnieju
- MHL (2012/2013):
  - Najlepszy bramkarz miesiąca – października 2012
- Mistrzostwa Świata w Hokeju na Lodzie 2013/Elita:
  - Ósme miejsce w klasyfikacji skuteczności interwencji na turnieju: 92,50%
  - Jeden z trzech najlepszych zawodników reprezentacji na turnieju[9]
- AHL (2015/2016):
  - Mecz Gwiazd AHL